# Simon Róbert
Simon Róbert (Párizs, 1939. június 23. – ) magyar történész, orientalista, műfordító.

## Életrajz
1939-ben született Párizsban. 1991 óta az irodalomtudomány doktora. Az Magyar Tudományos Akadémia Nyelvtudományi Intézetének munkatársa. Orientalista, lefordította a Koránt magyarra.

## Tanulmányai és tudományos pályafutása
Orientalisztikai és klasszika-filológia tanulmányait a budapesti egyetemen végezte, Czeglédy Károly, Fekete Lajos, Hahn István, Harmatta János, Moravcsik Gyula és Telegdi Zsigmond voltak tanárai. Hosszabb időt töltött el ösztöndíjasként Egyiptomban, a kairói Al-Azhar egyetemen, majd Tunéziában. 
Tudományos munkásságában központi helyet foglaltak el az iszlám kialakulásának és a Korán keletkezésének szentelt tanulmányok (Az iszlám keletkezése. Bp., 1967; Recherches sur la jeunesse de l'Islam. Bp., 1979; Meccan trade and Islam. Problems of origin and structure 1989). E munkálkodások eredményének köszönhetjük a Korán magyar fordítását is (A Korán világa, Budapest). Hasonlóképpen nagy jelentőséggel bír a nagy arab történetíró, Ibn Khaldún (14. sz.) életművének a modern történelemfelfogás és szociológia szempontjából való elemzése (Bevezetés a történelembe. Budapest, 1995. Ibn Khaldún. Történelemtudomány és birodalmiság. Budapest 1999; Ibn Khaldún. History and science and the patrimonial empire. Bp., 2002). 
Több munkában elemezte az európai iszlamisztika születésében kiemelkedő szerepet játszott Goldziher Ignác életútját és munkásságát (Ignác Goldziher. His life and scholarship as reflected in his works and correspondence Bp., 1986; Goldziher Ignác, Vázlatok az emberről és a tudósról. Bp., 2000). Komoly érdemei vannak a keleti, elsősorban a perzsa irodalom magyarországi megismertetésében (Perzsa költők antológiája. Bp., 1968. Klasszikus perzsa költők. Bp., 2002).

## Főbb publikációi
- Az iszlám keletkezése; Gondolat, Bp., 1967
- A mekkai kereskedelem kialakulása és jellege. Értekezések a történeti tudományok köréből 75. Bp., Akadémiai Kiadó, 1975. 168 pp.
- Goldziher Ignác: Az iszlám kultúrája. Művelődéstörténeti tanulmányok I-II. Társadalomtudományi Könyvtár. Simon Róbert: Bevezető tanulmányok: I. köt.: pp. 9–19; 73-81; 183-191; II. köt.: 599-617; 767-773; 851-861; 925-940. Jegyzetek: II. köt.: Függelék: 993-1064: Tárgy- és névmutató eligazító magyarázatokkal: 995-1055; Dinasztiák kronológiája: 1056-1061; Átírási útmutató: 1061-1064. (A kötetet válogatta, szerkesztette, részben fordította, a többi fordítást ellenőrizte Simon Róbert. – ld. még B/9. alatt.) Bp., Gondolat, 1981. 1095 pp.
- Ignác Goldziher. His Life and Scholarship as Reflected in his Works and Correspondence. Bp., Library of the Hungarian Academy of Sciences – Leiden, E. J. Brill, 1986. 457 pp. + 8 pp autographs.
- Korán. Fordította Simon Róbert. Prométheusz Könyvek 17. Bp., Helikon, 1987. 498 pp.
- A Korán világa; Helikon, Bp., 1987 (Prométheusz könyvek)
- Ibn Khaldún: Bevezetés a történelembe. (al-Muqaddima). Simon Róbert: Bevezetés: Az arab átíráshoz: 17-18; A történelemtudomány felfedezése: Ibn Khaldún és az al-Muqaddima: 19-91; Jegyzetek: 539-621; Név- és tárgymutató: 623-635 pp. Bp., Osiris, 1995. 635 pp.
- Ibn Khaldún. Történelemtudomány és birodalmiság. Kőrösi Csoma Kiskönyvtár 25. Bp., Akadémiai Kiadó, 1999. 326 pp.
- Orientalista Kelet-Közép-Európában. Válogatott tanulmányok. Isis-könyvek. Történeti elemzések 2. Szombathely, Savaria University Press, 1996. 424 pp.
- Ignác Goldziher. His Life and Scholarship as Reflected in his Works and Correspondence. Bp., Library of the Hungarian Academy of Sciences – Leiden, E. J. Brill, 1986. 457 pp. + 8 pp autographs.
- Islam and Otherness. Selected Essays. Savaria Books on Politics, Culture and Society. Szombathely, Savaria University Press, 2003. 395 pp.
- A vallástörténet klasszikusai. Szöveggyűjtemény portrévázlatokkal; szerk. Simon Róbert; Osiris, Bp., 2003 (Osiris tankönyvek)
- Más kultúrák. Az iszlám, India, Kína. Simon Róbert, Puskás Ildikó és Tálas Barna előadásai a Humanista Társadalmi Egyetemen, Budapesten; Humanista Társadalmi Egyetem, Bp., 2004 (Humanista Társadalmi Egyetem füzetei)
- Péter-apokalipszis; / ge'ez (klasszikus etióp) eredetiből ford., komment., tan. Pesthy Monika, szerk. Simon Róbert; Corvina, Bp., 2009
- Iszlám kulturális lexikon; Corvina, Bp., 2009
- Mání és a fény vallása. A manicheizmus forrásai; összeáll., tan. Simon Róbert, szerk. Simon Róbert, Simonné Pesthy Monika; Corvina, Bp., 2011
- Etűdök a halálról. Túlvilági utazás a mazdaizmusban és az iszlámban; Corvina, Bp., 2013 (Keleti források)
- Az iszlám fundamentalizmus. Gyökerek és elágazások Mohamedtől az al-Qá'idáig; Corvina, Bp., 2014 (Keleti források)
- Politika az iszlámban. A muszlim társadalom anatómiája; Corvina, Bp., 2016 (Keleti források)
- Buddha vagy Jézus? Barlaam és Joszaphát a vallások keresztútján; Corvina, Bp., 2017 (Keleti források)
- Történetírás az iszlámban; Corvina, Bp., 2019 (Keleti források)